# Gmina zbiorowa Sittensen
Gmina zbiorowa Sittensen (niem. Samtgemeinde Sittensen) – gmina zbiorowa położona w niemieckim kraju związkowym Dolna Saksonia, w Rotenburg (Wümme). Siedziba administracji gminy zbiorowej znajduje się w miejscowości Sittensen.

## Podział administracyjny
Do gminy zbiorowej Sittensen należy dziewięć gmin:
1. Groß Meckelsen
2. Hamersen
3. Kalbe
4. Klein Meckelsen
5. Lengenbostel
6. Sittensen
7. Tiste
8. Vierden
9. Wohnste